# !Kung (grup humà)
|  | Aquest article tracta sobre el poble del desert de Kalahari. Vegeu-ne altres significats a «!Kung (llengua)». |

Els ǃKung, també pronunciat ǃXun, són un poble san que viu al desert de Kalahari a Namíbia, Botswana i a Angola. Parlen el ju, caracteritzat per l'ús extensiu dels clics consonàntics. La «!K» al nom «ǃKung» és un clic que sona com si algú tragués el suro d'una ampolla. No obstant això, generalment el clic s'ignora en anglès, on el nom es pronuncia «Kung».
Històricament, els !Kung viuen en camps semipermanents d'unes 10-30 persones que normalment es troben al voltant d'un cos d'aigua. Una vegada que l'aigua i els recursos al voltant del poblat s'esgoten, la  banda es traslladaria a una zona més rica en recursos. Vivien de la caça i la recol·lecció on els homes eren responsables de proporcionar carn, fabricar eines i mantenir el subministrament de sagetes enverinades i llances. Les dones proporcionave la major part dels aliments per la despesa entre dos i tres dies per setmana farratjant les arrels, fruita seca i baies al desert de Kalahari. Com a societat de caçadors-recol·lectors depenen els uns dels altres per sobreviure. L'acaparament i la gasiveria eren mal vistos, i es posava l'èmfasi en la riquesa col·lectiva de la tribu, en lloc de la riquesa individual.

## Creences
Els ǃKung d'Àfrica meridional són animistes i animatistes, que vol dir que creuen alhora en personificacions i en forces impersonals. Creuen en un déu anomenat Prishiboro que tenia una esposa que era un elefant. El germà gran de Prishiboro el va enganyar per matar la seva esposa i, més tard, menjar-se la seva carn. En venjança el seu ramat va tractar de matar Prishiboro, però el seu germà els va derrotar.
Els ǃKung també tenen molts tabús referents als morts, i creuen que els esperits (ǁgangwasi) dels morts podien provocar ferides i fins i tot la mort.
Els ǃKung practiquen el xamanisme per comunicar-se amb el món dels esperits i curar el que ells anomenen malaltia de l'estrella. La comunicació amb el món espiritual es duu a terme per un sanador natural que entra en un estat de trànsit i travessa un foc perseguint-hi els mals esperits. La malaltia de l'estrella es cura per imposició de les mans en el malalt. Nisa, una dona !Kung, va informar a través de l'antropòloga Marjorie Shostak que un sanador s'indueix el trànsit prenent una arrel. Nisa va dir, «La vaig beure un nombre de vegades i la vaig vomitar una vegada i una altra. Finalment vaig començar a tremolar. La gent fregava el meu cos mentre hi estava asseguda sentint l'efecte cada vegada més fort i més fort … la medicina en trànsit realment fa mal! Quan comences el trànsit. el n/um [poder de guarir] s'escalfa lentament dins teu i tira de tu. S'eleva fins que agafa el teu interior i pren els teus pensaments».

## Llengua
La llengua dels !Kung, anomenada habitualment Ju, és una de les principals Llengües khoisànides. El grup khoisan és una agrupació tipològica de les llengües amb clics; només es va demostrar satisfactòriament que la llengua !Kung estava relacionada amb un altre idioma el 2010 (vegeu llengües kx'a).